# Тучина, Ольга Борисовна
Ольга Борисовна Тучина (род. 16 октября 1958 года, Москва, РСФСР, СССР) — советский и российский художник-график, член-корреспондент РАХ (2023). Заслуженный художник Российской Федерации.

## Биография
Родилась 16 октября 1958 года в Москве, где живёт и работает. Дочь выдающегося мастера акварели, члена Союза Художников СССР, педагога Московской средней художественной школы Натальи Яковлевны Тучиной (1932—2009).
В 1983 году — окончила факультет графики Московского государственного академического художественного института имени В. И. Сурикова (1983 г.), где училась у Н. А. Пономарева; стажировка в Творческих мастерских графики Академии художеств СССР (1987 г.), под руководством О. Г. Верейского.
С 1988 года — член Объединения художников графического станкового искусства Московского Союза художников (МСХ). С 1993 года — член Московского отделения Союза художников России (МОСХ).
С 1995 по 2018 годы — работала в Студии художников имени В. В. Верещагина МВД России.
С 2005 по 2015 годы — преподаватель Московского государственного академического художественного института имени В. И. Сурикова.
В 2023 году — избрана членом-корреспондентом Российской академии художеств от Отделения графики.
Председатель графической комиссии в МОСХ России.

## Творческая деятельность
Основные произведения: «Фонарик» (2012, цветной офорт , 40*40); «Клематисы» (2012, цветной офорт , 40*40); «В гамаке» (2017, цветной офорт, 30*40); «У зеркала» (2018, цветной офорт , 40*40); «Дедушкино кресло» (2019, цветной офорт, 30*40); «Солнечное утро» (2020, цветной офорт , 30*40); «Последний луч» (2021, цветной офорт , 30*40); «Морозное окно» (2023, цветной офорт, 40*30); «Тёплая ночь» (2023, цветной офорт , 40*30); «Комедия дель Арте» (2024, цветной офорт , 26*42).
Произведения представлены в собраниях Государственного музея Л. Н. Толстого (Москва), Музея-усадьбы Льва Толстого в Хамовниках (Москва), Музее-панораме «Бородинская битва» (Москва), Государственного музейно-выставочного центра «РОСИЗО» (Москва), Магнитогорской картинной галереи, Государственного музея-заповедника «Зарайский кремль», Государственного историко-художественного и литературного музея-заповедника «Абрамцево», Челябинского государственного музея изобразительных искусств, Рязанского государственного областного художественного музея имени И. П. Пожалостина, Нижнетагильского музея изобразительных искусств, Тобольского историко-архитектурного музея-заповедника, Ставропольского краевого музея изобразительных искусств, Сахалинского областного художественного музея (Южно-Сахалинск).
Участник выставок с 1985 года.
Персональные выставки: в Московском государственном академическом художественном институте имени В. И. Сурикова (Москва, 2008); в залах Российской академии художеств (Москва, 2009); в Клубе ветеранов транспортной полиции (Москва, 2012); в Классической гимназии при греко-латинском кабинете Ю. А. Шичалина (Москва, 2014); в Академии акварели и изящных искусств Сергея Андрияки (Москва, 2014); в выставочном зале Центрального дома художников (Москва, 2015); в выставочном зале МОСХ России (Москва, 2018); в выставочном зале Музейно-выставочного комплекса школы акварели Сергея Андрияки (Москва, 2022);в Галерее Союза художников России на Покровке (Москва, 2025).

## Награды
- Медаль «За заслуги в культуре и искусстве» (2012)
- Почётная грамота Министра внутренних дел Российской Федерации (2013)
- Орден «За чистоту помыслов и благородство дел» Следственного комитета Российской Федерации
- Почётная грамота Министра культуры Российской Федерации (2016)
- Медаль МОСХ России «За развитие традиций» (2018)

Награды РАХ
- Дипломы (1996, 1998)
- Серебряная медаль (2007)
- Золотая медаль (2022)